# 槟城卧佛寺
槟城卧佛寺（皇家轉寫：Wat Chayamangkalaram），又名泰佛寺，是位于马来西亚槟城州乔治市缅甸巷，槟城缅寺对面的上座部佛寺，是该邦最古老的暹罗寺庙。该寺庙也是一年一度泼水节、水灯节和卫塞节庆祝活动的热门地点。

## 建筑景观

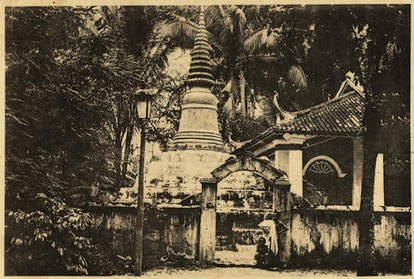
佛塔约1900
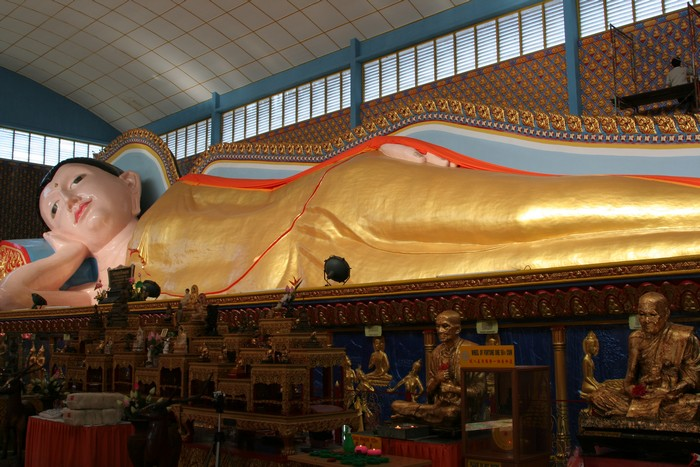
世界最长的卧佛像之一。
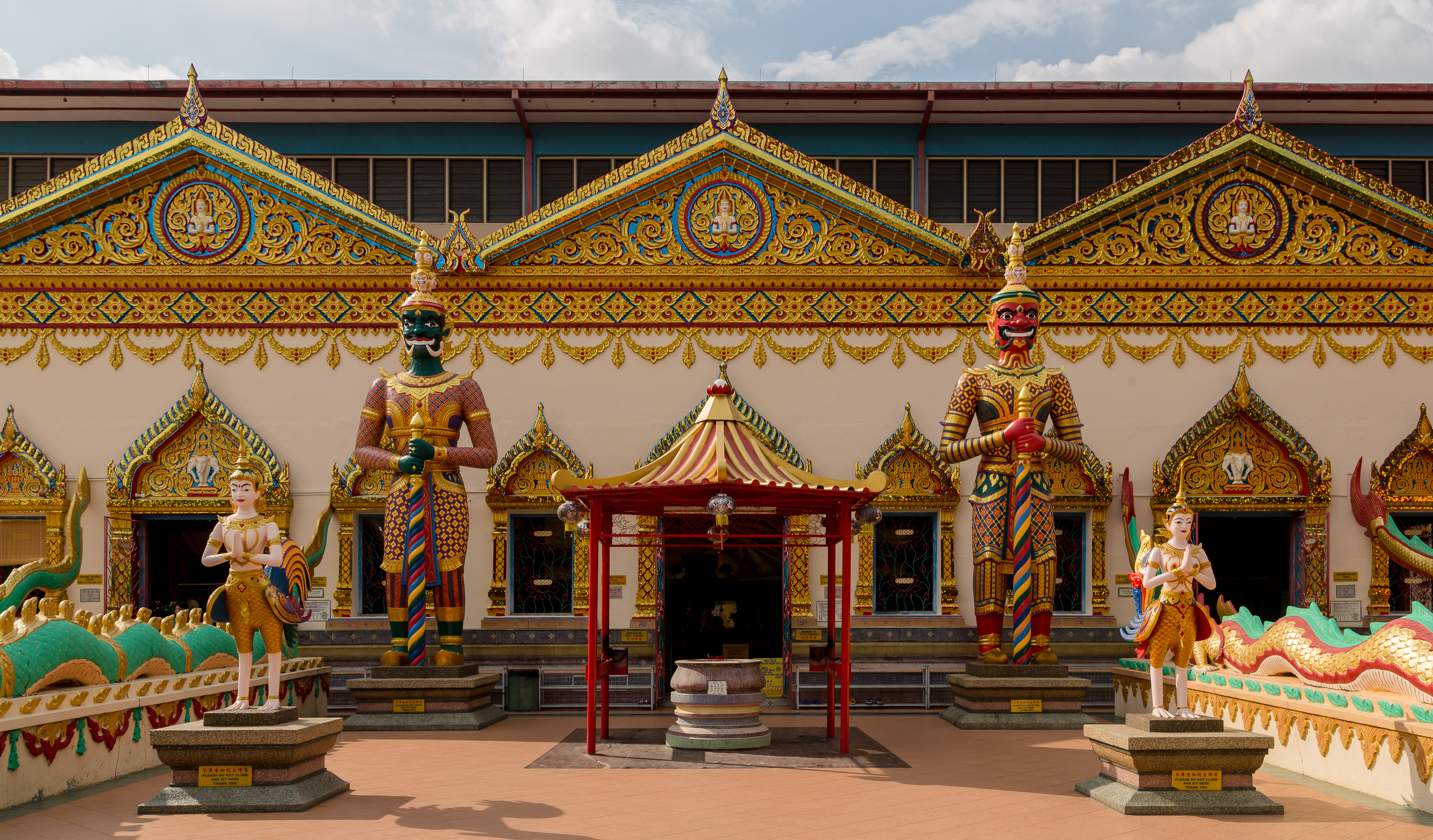
寺庙守护神——天人与夜叉。
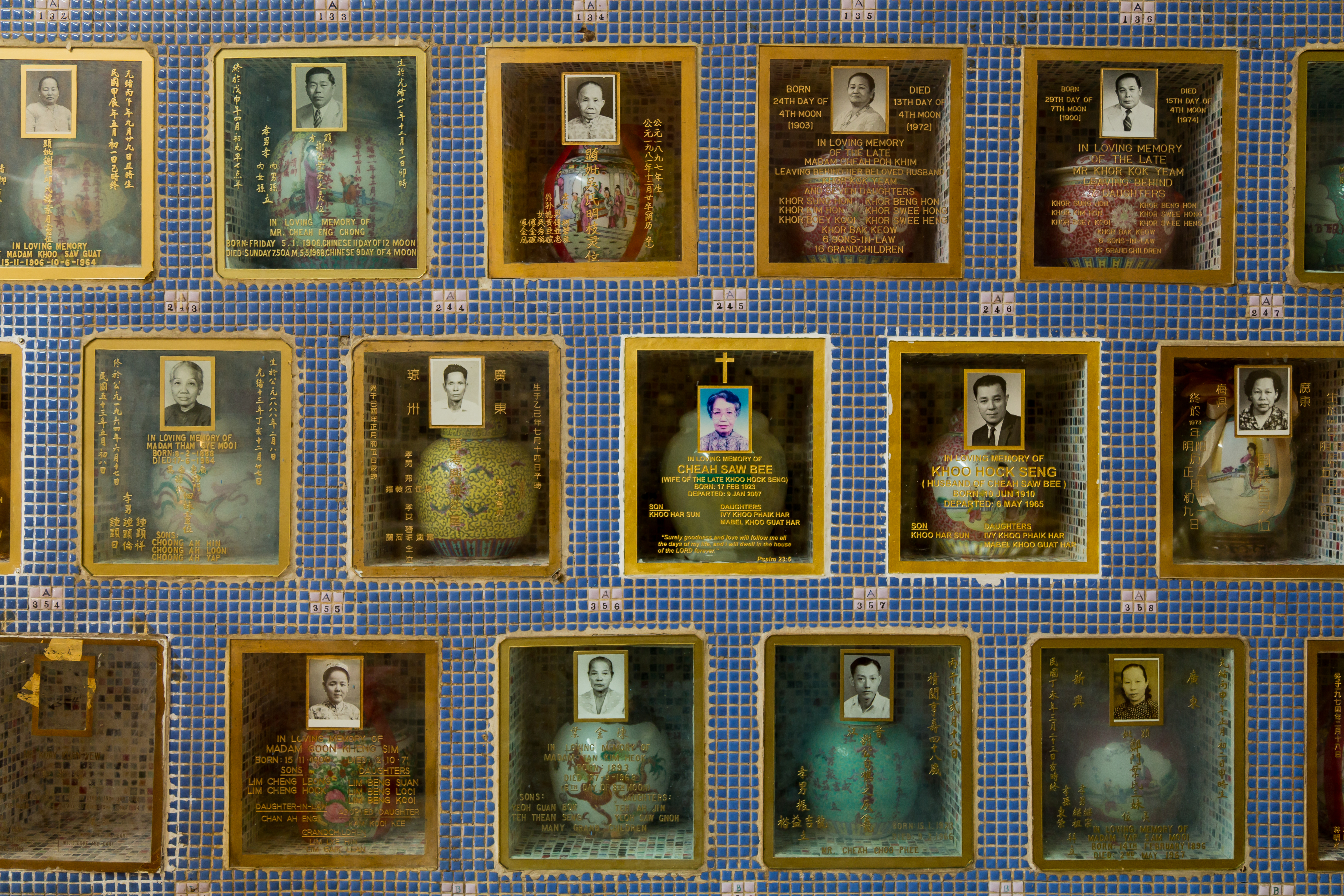
安放火葬遗体的骨灰盒。